# 翟浩辉
翟浩辉（1946年—），汉族，中华人民共和国政治人物、第十一届全国政协委员。
加入中国共产党，担任水利部原副部长、党组成员。2008年，当选第十一届全国政协委员，代表农业界，分入第三十八组。并担任人口资源环境委员会专委。